# Trébry
Trébry (en bretó Trebrid, gal·ló Trébrit) és un municipi francès, situat a la regió de Bretanya, al departament de Costes del Nord. L'any 1999 tenia 720 habitants.

## Demografia
| 1962                                       | 1968 | 1975 | 1982 | 1990 | 1999 |
| ------------------------------------------ | ---- | ---- | ---- | ---- | ---- |
| 758                                        | 850  | 758  | 728  | 742  | 720  |
| Des de 1962: població sense dobles comptes |      |      |      |      |      |

## Administració
| Període   | Identitat    | Partit |
| --------- | ------------ | ------ |
| 2001-2008 | Jean Regnier |        |
| 2008-     | Didier Yon   |        |

## Fills il·lustres
- Claude de Visdelou (1656-1737) jesuïta, missioner a la Xina.